# فصلة (علم الأرض)
الفَصْلة في علم الأرض هو انقطاع قصير في الترسيب يرافقه قد قليل من التآكل. يمكن أيضًا وصفها بأنها حالات لا توافق قصيرة جدًا. قدر جوزيف بَرِل من الولايات المتحدة الأمريكية في عام 1917 معدل ترسب التعاقب من العمر الإشعاعي المتاح. أظهر تراكمه أن تراكم الطبقات كان بمعدل آلاف السنين لكل قدم وليس مئات السنين. وذكر أن الفصلات عالميةٌ في الصخور الرسوبية وتفسرها على أنها نتاج تقلب مستوى القاعدة.